# Список министров иностранных дел Египта
Список министров иностранных дел Египта — таблица, в которой в хронологическом порядке начиная с 1826 года, представлены все министры иностранных дел Египта. В этой таблице приведены имена министров, даты вступления в должность и отставки, а для некоторых из них фотография и название должности.
| Министры иностранных дел Египта |            |                                    |                                         |                       |                       |
| Номер                           | Фотография | Имя                                | Должность, звание                       | Дата назначения       | Дата отставки         |
| 1.                              |            | Погос-бей Юсефян                   |                                         | 1826                  | 1844                  |
| 2.                              |            | Артин-бей Шукри                    |                                         | 1844                  | 1850                  |
| 3.                              |            | Эстефан-бей Ресми                  |                                         | 1850                  | 1858                  |
| 4.                              |            | Нубар Нубарян-паша                 |                                         | 1858                  | 23 февраля 1879 года  |
| 5.                              |            | Али аль-Факкар-паша                |                                         | 22 марта 1879 года    | 7 апреля 1879 года    |
| 6.                              |            | Мухаммед Шариф-паша                | премьер-министр Египта                  | 7 апреля 1879 года    | 18 августа 1879 года  |
| 7.                              |            | Мустафа Фахми-паша                 | генерал-лейтенант                       | 18 августа 1879 года  | 17 июня 1882 года     |
| 8.                              |            | Исмаил Рагиб-паша                  | премьер-министр Египта                  | 17 июня 1882 года     | 21 августа 1882 года  |
| 9.                              |            | Мухаммед Шариф-паша                | премьер-министр Египта                  | 28 августа 1882 года  | 10 января 1884 года   |
| 10.                             |            | Нубар Нубарян-паша                 | премьер-министр Египта                  | 10 января 1884 года   | 9 июня 1888 года      |
| 11.                             |            | Аль аль-Факкар-паша                |                                         | 11 июня 1888 года     | 12 мая 1891 года      |
| 12.                             |            | Тигран Паша                        |                                         | 14 мая 1891 года      | 15 апреля 1894 года   |
| 13.                             |            | Бутрос Гали                        |                                         | 16 апреля 1894 года   | 23 февраля 1910 года  |
| 14.                             |            | Хусейн Рушди-паша                  |                                         | 23 февраля 1910 года  | 15 апреля 1912 года   |
| 15.                             |            | Юсуф Вахба-паша                    |                                         | 15 апреля 1912 года   | 15 апреля 1914 года   |
| 16.                             |            | Адли Якан-паша                     |                                         | 15 апреля 1914 года   | 19 декабря 1912 года  |
| 17.                             |            | Абдель Халек Сарват-паша           |                                         | 1 марта 1922 года     | 29 января 1922 года   |
| 18.                             |            | Махмуд Фахри-паша                  |                                         | 30 ноября 1922 года   | 9 февраля 1923 года   |
| 19.                             |            | Ахмед Эсмат-паша                   |                                         | 15 марта 1923 года    | 6 августа 1923 года   |
| 20.                             |            | Мухаммед Тауфик Рифаат-паша        |                                         | 6 августа 1923 года   | 27 января 1924 года   |
| 21.                             |            | Васеф Бутрос Гали Эфенди           |                                         | 28 января 1924 года   | 24 ноября 1924 года   |
| 22.                             |            | Ахмед Зивар-паша                   | премьер-министр Египта                  | 24 ноября 1924 года   | 7 июня 1926 года      |
| 23.                             |            | Абдель Халек Сарват-паша           |                                         | 7 июня 1926 года      | 21 апреля 1927 года   |
| 24.                             |            | Муркос Ханна-паша                  |                                         | 21 апреля 1927 года   | 16 марта 1928 года    |
| 25.                             |            | Васеф Бутрос Гали-паша             |                                         | 16 марта 1928 года    | 25 июня 1928 года     |
| 26.                             |            | Хафез Афифи-бей                    |                                         | 27 июня 1928 года     | 2 октября 1929 года   |
| 27.                             |            | Ахмед Мидхат Якан-паша             |                                         | 4 октября 1929 года   | 1 января 1930 года    |
| 28.                             |            | Васеф Бутрос Гали-паша             |                                         | 1 января 1930 года    | 19 июня 1930 года     |
| 29.                             |            | Хафез Афифи-бей                    |                                         | 20 июня 1930 года     | 12 июля 1930 года     |
| 30.                             |            | Абдель Фаттах Яхья-паша            |                                         | 12 июля 1930 года     | 4 января 1933 года    |
| 31.                             |            | Нахла эль-Мотей-паша               |                                         | 4 января 1933 года    | 10 июля 1933 года     |
| 32.                             |            | Салиб Сами-бей                     |                                         | 10 июля 1933 года     | 27 сентября 1933 года |
| 33.                             |            | Абдель Фаттах Яхья-паша            |                                         | 27 сентября 1933 года | 4 ноября 1934 года    |
| 34.                             |            | Камель Ибрагим-паша                |                                         | 15 ноября 1934 года   | 18 февраля 1935 года  |
| 35.                             |            | Абдель Азиз Эззат-паша             |                                         | 18 февраля 1935 года  | 30 января 1936 года   |
| 36.                             |            | Али Махир-паша                     | премьер-министр Египта                  | 30 января 1936 года   | 9 мая 1936 года       |
| 37.                             |            | Васеф Бутрос Гали-паша             |                                         | 10 мая 1936 года      | 30 декабря 1937 года  |
| 38.                             |            | Абдель Фаттах Яхья-паша            |                                         | 30 декабря 1937 года  | 18 августа 1939 года  |
| 39.                             |            | Али Махир-паша                     | премьер-министр Египта                  | 18 августа 1939 года  | 27 июня 1940 года     |
| 40.                             |            | Хасан Сабри-паша                   | премьер-министр Египта                  | 28 июня 1940 года     | 14 ноября 1940 года   |
| 41.                             |            | Хусейн Сирри-паша                  | премьер-министр Египта                  | 15 ноября 1940 года   | 26 июня 1941 года     |
| 42.                             |            | Салиб Сами-бей                     |                                         | 26 июня 1941 года     | 4 февраля 1942 года   |
| 43.                             |            | Мустафа Наххас-паша                | премьер-министр Египта                  | 6 февраля 1942 года   | 8 октября 1944 года   |
| 44.                             |            | Махмуд Фахми Нукраши-паша          |                                         | 9 октября 1944 года   | 7 марта 1945 года     |
| 45.                             |            | Абдель Хамид Бадави-паша           |                                         | 7 марта 1945 года     | 15 февраля 1946 года  |
| 46.                             |            | Ахмед Лютфи эль-Сайед-паша         |                                         | 17 февраля 1946 года  | 11 сентября 1946 года |
| 47.                             |            | Ибрагим Абдель Хади-паша           |                                         | 11 сентября 1946 года | 9 декабря 1946 года   |
| 48.                             |            | Махмуд Фахми Нукраши-паша          | премьер-министр Египта                  | 9 декабря 1946 года   | 19 ноября 1947 года   |
| 49.                             |            | Ахмед Мухаммед Хашаба-паша         |                                         | 19 ноября 1947 года   | 28 декабря 1948 года  |
| 50.                             |            | Ибрагим Десуки Абаза-паша          |                                         | 28 декабря 1948 года  | 27 февраля 1949 года  |
| 50.                             |            | Ахмед Мухаммед Хашаба-паша         |                                         | 27 февраля 1949 года  | 25 июля 1949 года     |
| 51.                             |            | Хусейн Сирри-паша                  | премьер-министр Египта                  | 27 июля 1949 года     | 12 января 1950 года   |
| 52.                             |            | Мухаммед Салах эд-Дин-бей          |                                         | 12 января 1950 года   | 27 января 1952 года   |
| 53.                             |            | Али Махир-паша                     | премьер-министр Египта                  | 27 января 1952 года   | 1 марта 1952 года     |
| 54.                             |            | Мухаммед Абдель Халек Хассуна-паша |                                         | 2 марта 1952 года     | 2 июля 1952 года      |
| 55.                             |            | Хусейн Сирри-паша                  | премьер-министр Египта                  | 2 июля 1952 года      | 22 июля 1952 года     |
| 56.                             |            | Мухаммед Абдель Халек Хассуна-паша |                                         | 22 июля 1952 года     | 24 июля 1952 года     |
| 57.                             |            | Али Махир-паша                     | премьер-министр Египта                  | 24 июля 1952 года     | 7 сентября 1952 года  |
| 58.                             |            | Ахмед Фараг Тайя                   |                                         | 7 сентября 1952 года  | 9 декабря 1952 года   |
| 59.                             |            | Махмуд Фавзи                       |                                         | 9 декабря 1952 года   | 24 марта 1964 года    |
| 60.                             |            | Махмуд Риад                        | заместитель премьер-министра.           | 24 марта 1964 года    | 17 января 1972 года   |
| 61.                             |            | Мухаммед Мурад Галеб               |                                         | 17 января 1972 года   | 8 сентября 1972 года  |
| 62.                             |            | Мухаммед Хасан эль-Зайят           |                                         | 8 сентября 1972 года  | 31 октября 1973 года  |
| 63.                             |            | Исмаил Фахми                       |                                         | 31 октября 1973 года  | 17 ноября 1977 года   |
| 64.                             |            | Бутрос Бутрос Гали                 | Государственный министр иностранных дел | 17 ноября 1977 года   | 31 декабря 1991 года  |
| 65.                             |            | Мухаммад Ибрагим Камель            | Министр иностранных дел                 | 15 декабря 1977 года  | 17 сентября 1978 года |
| 66.                             |            | Мустафа Халиль                     | премьер-министр Египта                  | 17 февраля 1979 года  | 14 мая 1980 года      |
| 67.                             |            | Камаль Хасан Али                   | Заместитель премьер-министра            | 14 мая 1980 года      | 5 июня 1984 года      |
| 68.                             |            | Ахмед Исмат Абдель Магид           | Заместитель премьер-министра            | 5 июня 1984 года      | 20 мая 1991 года      |
| 69.                             |            | Амр Муса                           |                                         | 20 мая 1991 года      | 15 мая 2001 года      |
| 70.                             |            | Ахмед Махер эль-Сайед              |                                         | 15 мая 2001 года      | 11 июля 2004 года     |
| 71.                             |            | Ахмед Абуль Гейт                   |                                         | 11 мая 2004 года      | 6 марта 2011 года     |
| 72.                             |            | Набиль аль-Араби                   |                                         | 6 марта 2011 года     | 1 июня 2011 года      |
| 73.                             |            | Мухаммед Ораби                     |                                         | 18 июня 2011 года     | 18 июля 2011 года     |
| 74.                             |            | Мухаммед Камель Амр                |                                         | 18 июля 2011 года     | 16 июля 2013 года     |
| 75.                             |            | Набиль Фахми                       |                                         | 16 июля 2013 года     | 17 июня 2014 года     |
| 76.                             |            | Самех Шукри                        |                                         | 17 июня 2014 года     | 3 июля 2024 года      |
| 77.                             |            | Бадр Абдель Аты                    |                                         | 3 июля 2024 года      | настоящее время       |